# البستان (الهرمل)
البستان هي إحدى القرى اللبنانية من قرى قضاء الهرمل في محافظة بعلبك الهرمل.